# Acalypha phleoides
Acalypha phleoides är en törelväxtart som beskrevs av Antonio José Cavanilles. Acalypha phleoides ingår i släktet akalyfor, och familjen törelväxter. Inga underarter finns listade i Catalogue of Life.